# Edicions de la Magrana
Edicions de la Magrana, més coneguda simplement com La Magrana, és una editorial catalana. Activa entre 1975 i 2003, fou creada a Barcelona el 1975 per Francesc Vidal, Jaume Fuster, Jordi Moners i Carles-Jordi Guardiola, qui en fou nomenat director. La Magrana es dedicà inicialment a l'edició de llibres de caràcter polític i, posteriorment, edità altres col·leccions de tarannà més divers a més d'autories com Jesús Moncada, Maria Barbal o Joan-Lluís Lluís. Més endavant també va editar llibres de caràcter didàctic i publicà vídeos.

## Història
El context social i polític i l'activisme dels fundadors (tot quatre eren militants del PSAN, Partit Socialista d’Alliberament Nacional) va determinar la dedicació inicial del segell al assaig ideològic, amb col·leccions com les anomenades Alliberament o Biblioteca de Clàssics del Socialisme; de fet, tant el nom com el logotip de l'editorial varen ser escollits per suggerir el concepte d'«unió». Però aquest propòsit inicial va haver de reformular-se quan, a partir de 1978, va anar minvant l'interès pel llibre polític que havia caracteritzat la transició.
L'aposta per una banda per la literatura d'autor (amb figures com Jesús Moncada, Isabel-Clara Simó, Maria Barbal, Andreu Martín, Pep Albanell, Maria Antònia Oliver), i pels llibres escolars de lectura en català per l'altra (en el moment en què s'iniciava la immersió lingüística a l'ensenyament) van ser les claus d'una nova estratègia comercial amb resultats visibles: el 1986 ja se superaven els cent títols anuals nous.
A finals dels 90, el catàleg de La Magrana incloïa una vintena de col·leccions. Sis d'elles es nodrien de llibres per a l'escola; la més nombrosa, L'Esparver, reunia literatura juvenil original o traduïda (Mark Twain, Emilio Salgari, Jules Verne, Jack London). Completaven l'oferta didàctica L'Esparver Ciència (divulgació), L'Esparver Clàssics (autors grecs i llatins), L'Esparver Llegir (antologies), L'Esparver Poesia i El Petit Esparver (ficció infantil). L'oferta adulta acumulava sèries i col·leccions sobre el més diversos temes i gèneres: Les Ales Esteses (escriptores catalanes), La Negra (sèrie policial), La Marrana (narrativa eròtica), Venècies (narradors del segle XX), Cotlliure (poesia), Pèl & Ploma (gastronomia) i altres que agrupaven biografies, llibres d'història i pensament, manuals d'idiomes o guies de viatge.
El 2000 La Magrana fou adquirida pel Grup RBA esdevenint el segell català del grup, encara que conservà el nom i l'autonomia en la direcció fins al 2004, quan es fusionà definitivament i passà a ser un segell d'aquest grup editorial. Des del 2003, la documentació històrica de l'editorial La Magrana, des dels inicis fins a principis dels anys 2000, es troba dipositada a la Biblioteca de Catalunya.
Després d'un temps inactiva, l'any 2021 el Grup Penguin Random House anuncià que havia arribat a un acord per a adquirir La Magrana i recuperar-ne tres de les col·leccions i una cinquantena de títols del catàleg històric encara vius, a més de publicar algunes novetats com dues obres del darrer premi Nobel de Literatura, Abdulrazak Gurnah.